# Nationale Orde (Niger)

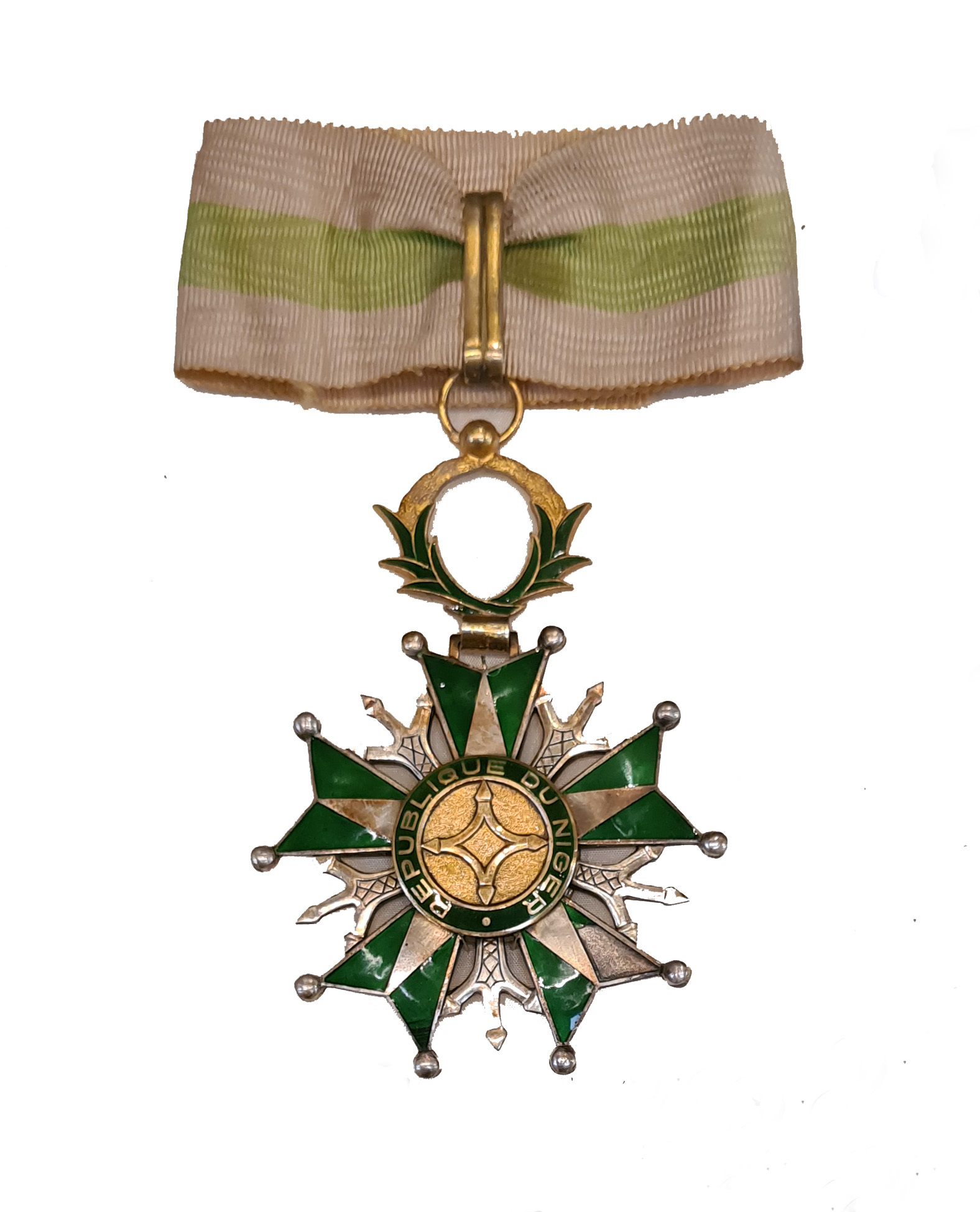
Commandeur

De Nationale Orde of "Ordre National" van de Republiek Niger werd op 24 juli 1961 ingesteld.
De orde is een vrij getrouwe kopie van het Franse Legioen van Eer en heeft dan ook dezelfde vijf graden. Het lint van de orde is geel met een groene middenstreep. Het kleinood is een kruis met vijf armen en tien door kogeltjes gedekte punten. De armen zijn groen met een gouden driehoek. Als verhoging is een lauwerkrans gekozen. Op de groene ring rond het medaillon staat "REPUBLIQUE DU NIGER".

## Klasse
- Grootkruis
- Grootofficier
- Commandeur
- Officier
- Ridder

| Batons van de Nationale Orde | Batons van de Nationale Orde | Batons van de Nationale Orde | Batons van de Nationale Orde | Batons van de Nationale Orde |
| ---------------------------- | ---------------------------- | ---------------------------- | ---------------------------- | ---------------------------- |
| Grootkruis                   | Grootofficier                | Commandeur                   | Officier                     | Ridder                       |

## Decorati
- Mohammed VI van Marokko, (Grootkruis)